# プリューダーハウゼン
プリューダーハウゼン (ドイツ語: Plüderhausen) はドイツ連邦共和国バーデン＝ヴュルテンベルク州レムス＝ムル郡に属す町村（以下、本項では便宜上「町」と記述する）である。この町はショルンドルフの東に位置し、シュトゥットガルト地方（1992年まではネッカー川中流域地方）およびシュトゥットガルト大都市圏に属す。

## 地理

### 位置
プリューダーハウゼンは、2つの高台シュールヴァルトとヴェルツハイムの森との間のレムスタール、高度 260 m から 505 m に位置する。中心部の高さは 274 m である。

### 隣接する市町村
プリューダーハウゼンは、北はヴェルツハイム、東はロルヒ＝ヴァルトハウゼン、南東はベルトリンゲン、南はアーデルベルク、西はショルンドルフ、北西はウーアバッハと境を接している。

### 自治体の構成
プリューダーハウゼンは、プリューダーハウゼン地区とヴァルカースバッハ地区からなる。

### 土地利用
| 土地用途別面積 | 面積 (km2) | 占有率 |
| -------------- | ---------- | ------ |
| 住宅地         | 1.39       | 8.9 %  |
| 産業用地       | 0.55       | 2.1 %  |
| レジャー用地   | 0.16       | 0.6 %  |
| 交通用地       | 0.99       | 3.8 %  |
| 農業用地       | 3.41       | 13.0 % |
| 森林           | 19.06      | 73.0 % |
| 水域           | 0.17       | 0.7 %  |
| その他の用地   | 0.39       | 1.5 %  |
| 合計           | 26.12      |        |

出典: Statistisches Landesamt Baden-Württemberg

## 歴史

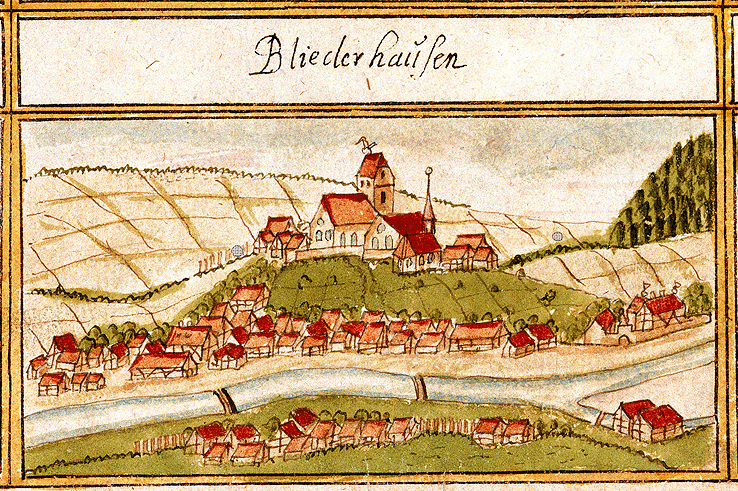
1685年のアンドレアス・キーザーの森林登録簿に描かれたプリューダーハウゼンの景観

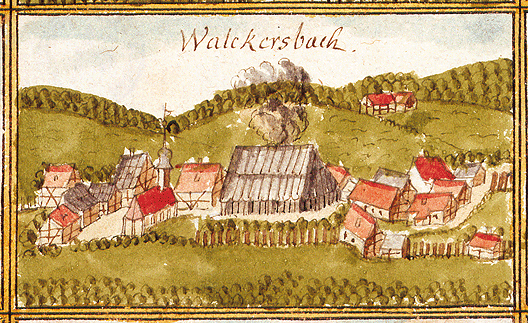
1685年のアンドレアス・キーザーの森林登録簿に描かれたヴァルカースバッハの景観

プリューダーハウゼンは1142年に初めて Pliderhusen として記録されている。この名前は古高ドイツ語に由来しており、おおむね「陽気な兵士」を意味している。シュタウフェン時代にプリューダーハウゼンは、ヴァルトハウゼン近郊のエリーザベーテンベルクに拠ったシュタウフェン家のミニステリアーレの支配下にあった。1246年からヴュルテンベルク伯がこの村を治め、1421年からはショルンドルフ代官区（フォークタイ）に組み込まれた。その後、ヴァルカースバッハが1262年に初めて文献に記録されているが、その成立はこれよりもかなり古い。
1519年、シュヴァーベン同盟に参加し、ヴュルテンベルク公ウルリヒとの戦いのためにゲッピンゲンから出陣したイェルク・シュタウファーはプリューダーハウゼンの教会と80軒の家屋を焼き払った。教会は同じ年に再建された。プリューダーハウゼンでは1536年に宗教改革がなされた。1546年、シュマルカルデン戦争で敗北したザクセン選帝侯ヨハンは退却を始め、11月27日から28日にかけて兵士はプリューダーハウゼンに宿営し、略奪を働いた。
1626年に現在も使われている墓地が整備された。三十年戦争の進行に伴って、多くのプリューダーハウゼン住民が亡くなり、あるいは難民となった。この戦争が始まった時約1,800人だった人口が、戦争終結時にはわずか57人になっていた。ただし、その7年後には約700人にまで回復した。
1519年に建設された教会に替えて、1804年に聖マルガレーテン教会が建設された。その内陣と塔が現在も遺されている。プリューダーハウゼンは、1805年に市場開催権を取得した。1807年、北西に約 5 km 離れたヴァルカースバッハがプリューダーハウゼンに編入された。1845年のオーバーアムト・ヴェルツハイムの文書は、果実栽培の重要性を強調している。
1861年にレムス鉄道のカンシュタット - ヴァッサーアルフィンゲン間が完成し、プリューダーハウゼンは鉄道で結ばれた。1863年にパン屋のヤーコプ・フリードリヒ・シューレが、シュペッツレやヌードルの機械製造を始めた。これが後にシューレ＝ホーエンローエ食品工場 AG となった。
1907年にシュロスガルテンシューレ（学校）が、1914年に新しい町役場が建設された。
プリューダーハウゼンは第二次世界大戦で損傷を負わなかった。この町は1945年4月20日に無抵抗でアメリカ軍に降伏した。
1953年、この町最大の雇用主となっていたシューレ＝ホーエンローエ食品工場が閉鎖された。
1963年にプリューダーハウゼンの祝日が初めて祝われた。

### 町村合併
- 1807年: ヴァルカースバッハ（飛び地）

## 住民

### 人口推移
| 年   | 人口（人） |
| ---- | ---------- |
| 1630 | 1,825      |
| 1655 | 600        |
| 1825 | 1,800      |
| 1871 | 1,725      |
| 1890 | 1,816      |
| 1900 | 1,788      |
| 1910 | 2,038      |
| 1925 | 2,373      |
| 1939 | 2,579      |
| 1950 | 2,724      |
| 1961 | 4,088      |
| 1970 | 5,545      |

| 年   | 人口（人） |
| ---- | ---------- |
| 1975 | 7,108      |
| 1976 | 7,704      |
| 1985 | 8,422      |
| 1990 | 9,187      |
| 1995 | 9,332      |
| 2000 | 9,549      |
| 2005 | 9,585      |
| 2010 | 9,252      |
| 2015 | 9,368      |

### 宗教

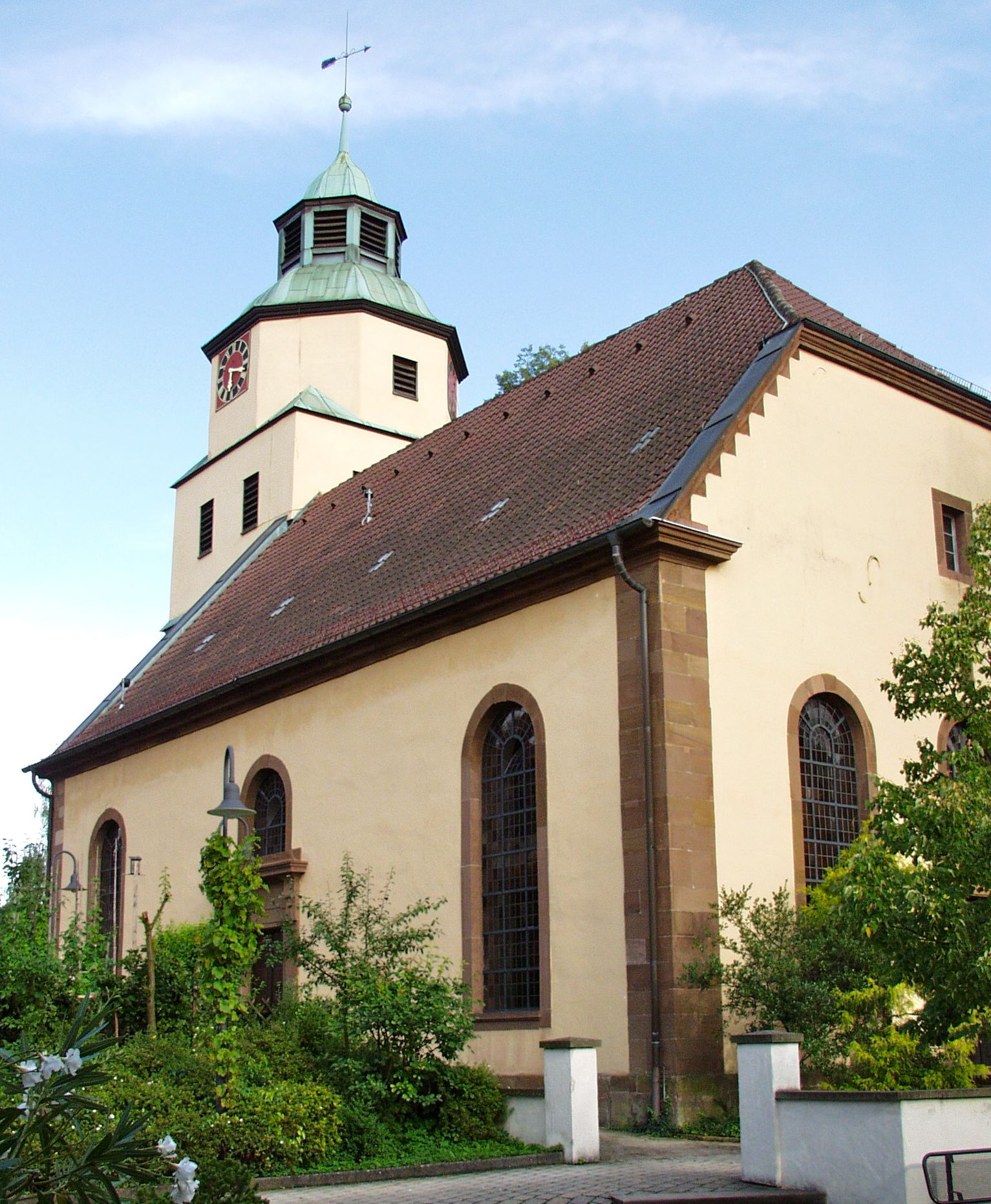
プリューダーハウゼンの福音主義聖マルガレーテン教会

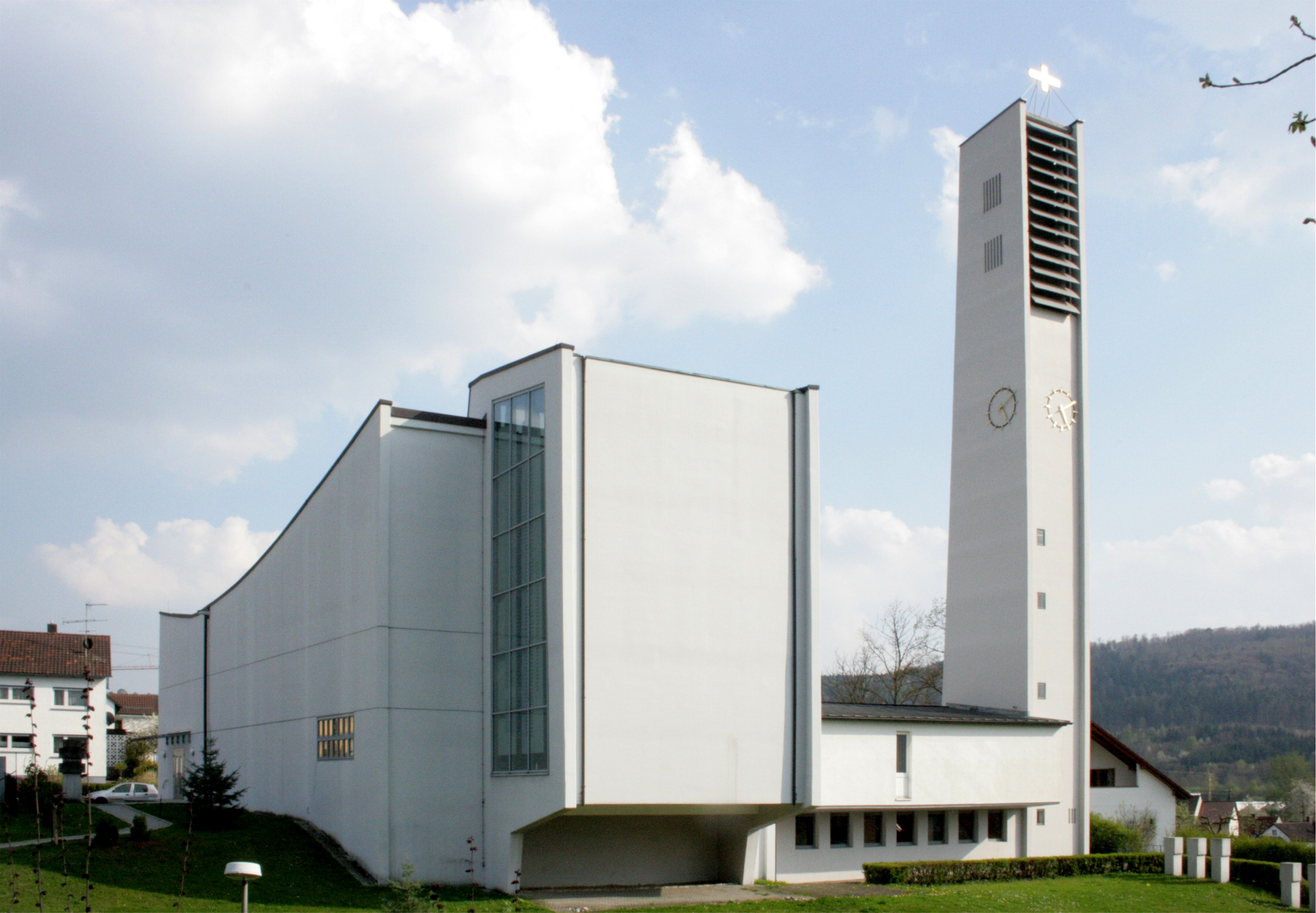
カトリックのヘルツ＝イェズ教会

プリューダーハウゼンの教会は1295年から記録されている。この教会は初めペテロとパウロに献堂されていたが、1537年からは聖マルガレータに捧げられた。現在の福音主義マルガレーテン教会は15世紀に建設された。福音主義教会は、1978年に廃止されるまでヴェルツハイム教会管区に、それ以後はショルンドルフ教会管区に属している。
プリューダーハウゼンには現在7つの教会がある。
- 福音主義マルガレーテン教会
- カトリックのヘルツ＝イェズ教会
- 福音主義＝メソジスト教会
- ゲマインデ・ゴッテス（ドイツ語版、英語版）＝クリストリッヒェス・ツェントルム・ライフ
- 新使徒派教会（ドイツ語版、英語版）
- ジュートドイチェ・フェアアイニグング
- フォルクスミッション・エントシーデネ・クリステン

## 行政

### 加盟している重要な組織
- プリューダーハウゼンは、プリューダーハウゼンとウーアバッハで構成されるプリューダーハウゼン＝ウーアバッハ自治体行政連合の本部所在地である。
- プリューダーハウゼンは、レムスタール＝ルート観光協会 e.V. に加盟している。
- プリューダーハウゼンは、シュヴァーベン＝フランケンの森自然公園 e.V. に加盟している。

### 首長
プリューダーハウゼンの町長は、アンドレアス・シャッファーである。

### 議会
プリューダーハウゼンの町議会は、選挙で選ばれた18人の名誉職の議員と議長を務める町長で構成されている。町長は町議会において投票権を有している。

## 経済と社会資本

### 交通
シュトゥットガルトとアーレンとを結ぶレムスタール鉄道のレギオナルエクスプレスがプリューダーハウゼンに停車する。
この付近では4車線に拡幅された、シュトゥットガルトとアーレンとを結ぶ連邦道 B29号線は、プリューダーハウゼンにインターチェンジを有している。
さらに、バス 243系統が、プリューダーハウゼン、ウーアバッハ、ショルンドルフとを結んでいる。すべての公共交通機関は、シュトゥットガルト交通・運賃連盟 (VVS) に統合されている。

### 地元企業
- プリューダーハウゼンは、ダイカスト機械の製造業者オスカー・フレヒ GmbH & CO KG の製造所所在地である。オスカー・フレヒは2007年に広さ 1万2千m2 以上のシューラー・ヒドラープの敷地を購入した。ここにあったシューラー・ヒドラープの製造所は、シューラー＝コンツェルンの他の敷地に移転していた。

#### かつて存在した企業
- シューレ＝ホーエンローエ食品工場。1953年まで存在した。かつてはプリューダーハウゼン最大の雇用主であった。
- エルハルト・ビショッフ。第二次世界大戦後にシュトゥットガルトで設立された。最初はボーデンケーブル（ドイツ語版、英語版）を製造していた。1950年代にプリューダーハウゼンのビルケンアレーに移転した。ワイヤーロープ (ドイツ語: Drahtseil)を製造していたため、地元の人たちからは「ドラートザイルビショッフ」と呼ばれた。製品はその後数十年のうちに、冷間成形された板金部品や、湾曲した管に徐々に替わっていった。ビショッフ社はこれらの製品および排気システムや熱交換器などの部品製造により、ドイツおよびフランスの自動車メーカーの重要な部品供給業者の1つとなった。一時は600人を雇用し、アーデルマンスフェルデンとシェヒンゲンに分工場を稼働させていた。1990年代初め、自動車部品の供給が停止した。

### 教育機関
- ホーベルクシューレ: 基礎課程学校、本課程学校、ヴェルクレアルシューレ[訳注 1]、実科学校、養護学校
- 幼稚園 7園: 町立 4園、福音主義=ルター派教会 2園、ローマ＝カトリック教会 1園
- ショルンドルフ市民大学は、プリューダーハウゼンで成人向けに多くのコースを提供している。
- 町立図書館

### レジャー施設
プリューダーハウゼンの東に、水浴可能な湖、ミニゴルフ場、釣り池、テニスコートを有するレジャー施設がある。シュッツェンハウス（射撃協会の建物）には、射撃場とビーチバレーボールのコートがある。
プリューダーハウゼンには2つのスポーツ施設がある: ゲンスヴァーゼン（SV プリューダーハウゼンのサッカー会場）とザントビュール（森のスポーツ広場）である。体育館は、ホーベルクシュポルトハレ（ハンドボールおよびサッカー用グラウンド、幅跳び・高跳び施設、100 m 走路といった屋外施設を持つ）と体操スペースを持つシュタウフェンハレがある。

## 文化と見所

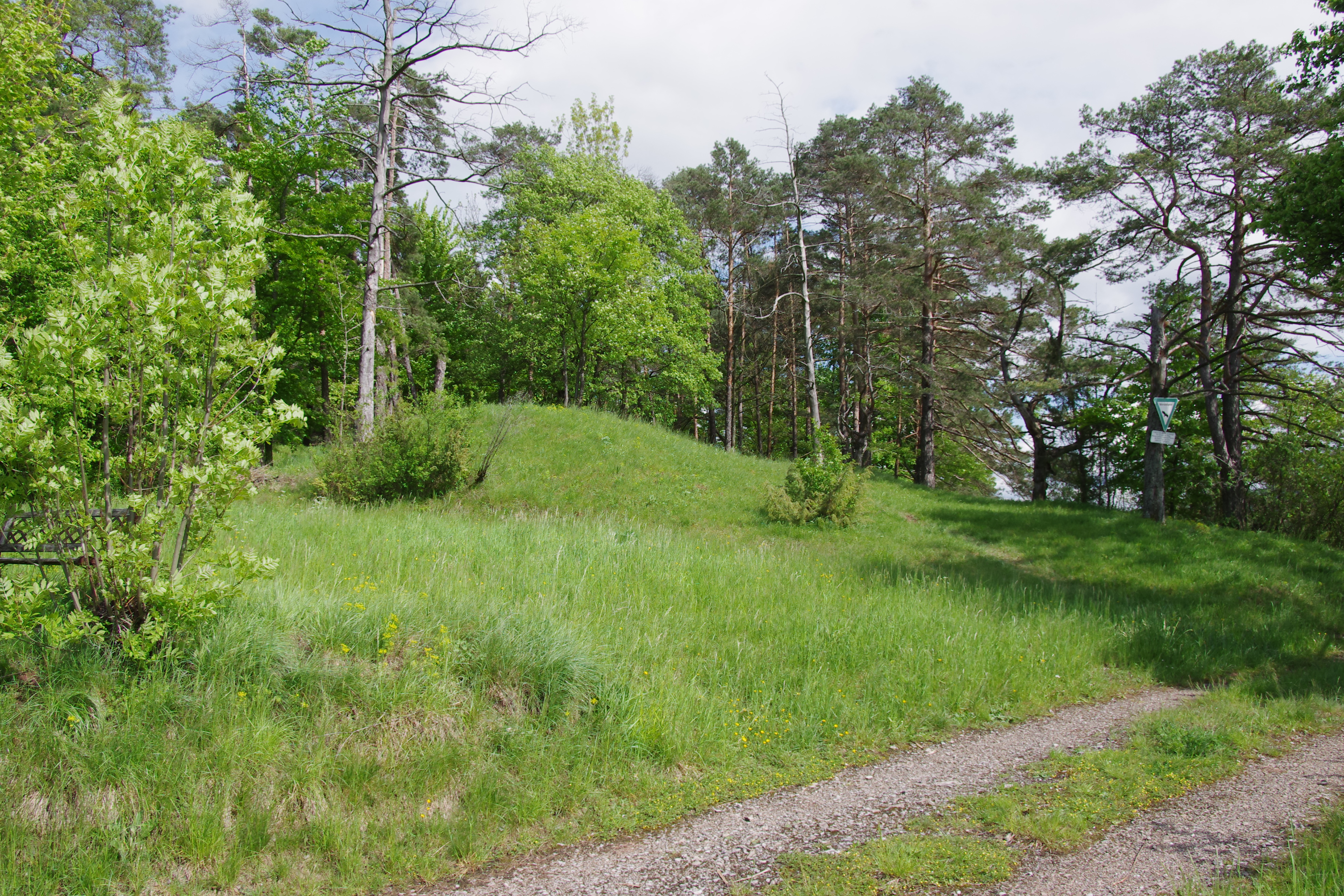
ローター・ブレン自然保護区

プリューダーハウゼンは、多くの見所を通る遊歩道「シュトロムベルク＝シュヴェービッシャー＝ヴァルト＝ヴェーク」沿いに位置している。
町から 4 km 北の森の中にローター・ブレン自然保護区がある。広さ 4.7 ha で、1975年に指定された。

### 演劇

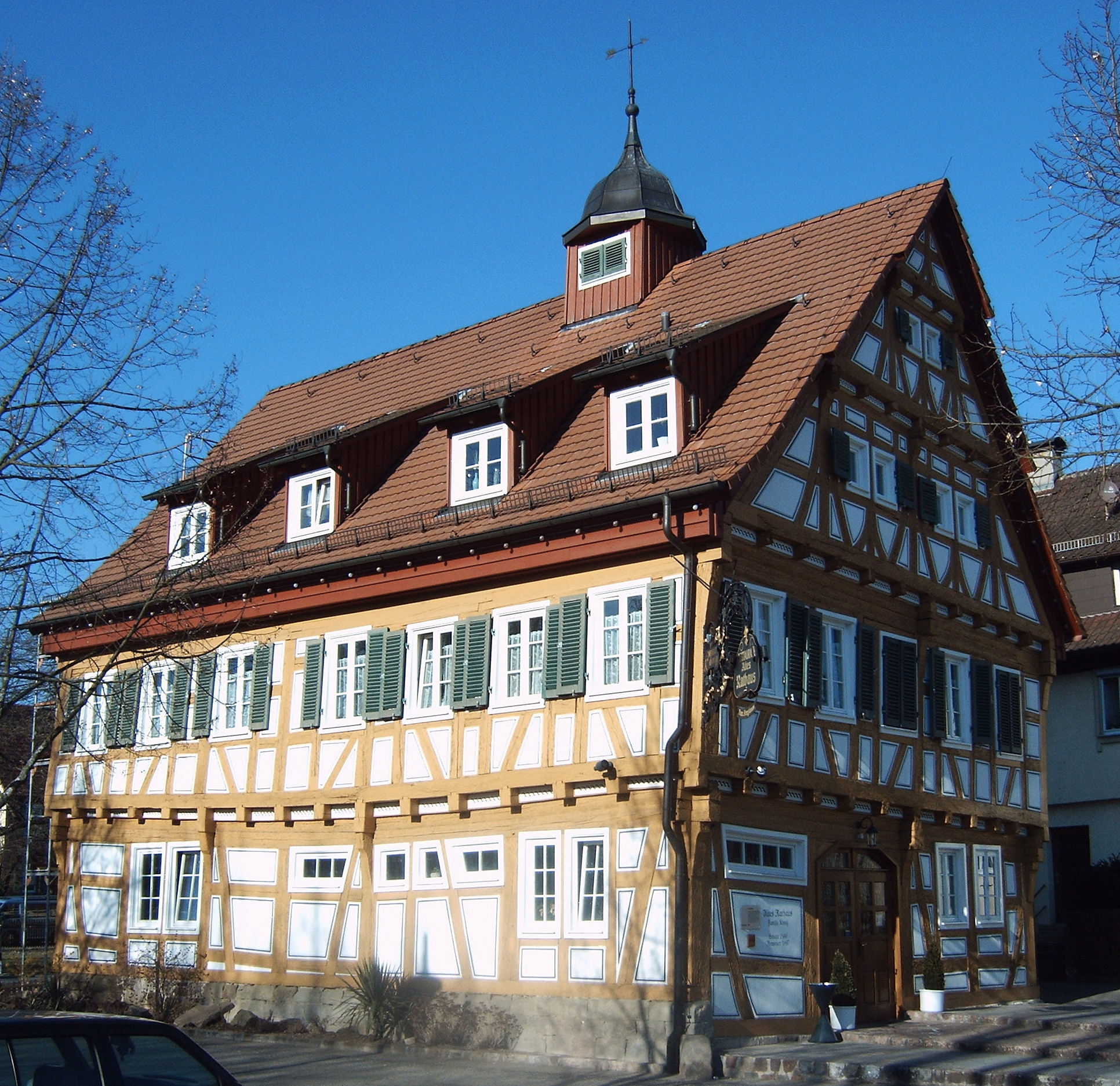
旧町役場

- テアターブレットレ[10]
- テアター・ヒンテルム・ショイエルントーア[11]
- ヴァルカースバッハの農民演劇（2年ごと）[12]

### 建築
- 旧町役場: 1569年建造、現在はレストランに改造されている。
- 福音主義聖マルガレーテン教会は、1500年頃に建造された。この教会の傍らに、普仏戦争の時代（1871年）から平和の木が植えられている。
- カトリックのヘルツ＝イェズ教会: 1997年に改修された。

### スポーツ
SV プリューダーハウゼン (SVP) の卓球部門は、14年間卓球ブンデスリーガ1部に参加した。このチームは、2002年、2005年、2009年の ETTU杯、2008年の DTTB杯で優勝し、これにより 2009年シーズンには ETTU チャンピオンズ・リーグで戦った。2014年このクラブはブンデスリーガ1部から降格され、選手参加資格を停止された。
SV プリューダーハウゼンのサッカー部門は、2014年現在クライスリーガ B1 に所属している。ジュニアチームは、バンビーニから A-ユーゲントまである。
この他 SV プリューダーハウゼンには、ハンドボール部門（SC ウーアバッハと合同チームを作っている）、チェス部門、バドミントン部門、体操部門がある。

### 年中行事
- プリューダーホイザー・フェストターゲ（プリューダーハウゼンの祝日）は、夏休み前の金曜日から月曜日に開催される。第1回は1963年7月13日から15日に開催された[14]。
- 商工会のプリューダーハウゼンのノミの市は毎年10月の第2日曜日にマルクト広場とシュタウフェンハレ周辺で開催される[15]。

## 人物

### 出身者
- エーリヒ・レッター（1925年 - 2014年）サッカー選手

## 訳注
1. ↑  ヴェルクレアルシューレ (ドイツ語: Werkrealschule) は、ドイツ内でもバーデン＝ヴュルテンベルク州特有の学校形態で、本課程学校の第9または第10学年修了の生徒から選抜で第10学年以降の中等教育クラスに進学できる制度およびその課程